# Awa Ly N'diaye
Awa Ly N'diaye, född 15 januari 2000, är en senegalesisk simmare.
N'diaye tävlade för Senegal vid olympiska sommarspelen 2016 i Rio de Janeiro, där hon blev diskvalificerad i försöksheatet på 50 meter frisim.